# ブラッシュアップ
ブラッシュアップ（英: brush up）は、企画やアイデアなどを再考し、より良いものにするために磨きをかけることである。
ブラッシュアップの似た言葉として、「改善」「改良」「品質向上」などがある。
ただし、英語圏ではbrush upは「身なりを整える」「体裁を整える」などの意味になるため、リファイン（英: refine）が用られる。